# Kanton Périgueux-Ouest
Kanton Périgueux-Ouest (francouzsky Canton de Périgueux-Ouest) je francouzský kanton v departementu Dordogne v regionu Akvitánie. Tvoří ho čtyři obce.

## Obce kantonu
- Chancelade
- Coulounieix-Chamiers
- Marsac-sur-l'Isle
- Périgueux (západní část)